# Glenn Cooper
Glenn Cooper (White Plains, 8 gennaio 1953) è uno scrittore, sceneggiatore e produttore cinematografico statunitense.
I suoi libri sono stati tradotti in 31 lingue e, sino al 2014, hanno venduto oltre sei milioni di copie.

## Biografia

### Educazione
Cooper è cresciuto a White Plains, un piccolo centro alla periferia di New York. Dopo essersi diplomato presso la White Plains High School, si è iscritto alla Harvard University, dove nel 1974 si è laureato Magna Cum Laude in Archeologia. Successivamente, si è iscritto alla Tufts University School of Medicine, dove ha ottenuto la sua laurea in Medicina nel 1978. Cooper è stato al servizio del Khao-I-Dang Refugee Camp in Thailandia come medico di emergenza, posizione sponsorizzata dalla International Rescue Committee e presso l'Hôpital Albert Schweitzer ad Haiti. Ha anche lavorato per lo US Public Health Service con sede a Lowell, Massachusetts.

### Carriera aziendale
Cooper era un conosciutissimo medico, specializzato in malattie infettive e medicina interna. Nonostante si stesse costruendo una brillante carriera medica, si stancò di praticare nel campo della medicina. Nel 1985, venne assunto da una grande compagnia di biotecnologie, Eli Lilly and Corp, per la ricerca e lo sviluppo di nuovi antibiotici. Scalò rapidamente la gerarchia aziendale e divenne presidente e CEO di diverse compagnie di biotecnologie. Inoltre, è stato uno dei direttori di numerose compagnie farmaceutiche pubbliche e private.

### Carriera cinematografica
Cooper ha frequentato la prestigiosa Boston University Film School. Possiede una compagnia cinematografica, la Lascaux Media, la quale ha prodotto un certo numero di lungometraggi. Cooper, sceneggiatore, spesso scrive e produce lui stesso i film della sua compagnia. Tuttavia, nessuno dei film prodotti da Cooper è in qualche modo legato alla trama dei suoi romanzi.

### Carriera letteraria
Cooper ha iniziato a scrivere negli anni novanta; è stato citato per aver detto di aver sempre trovato che la scrittura portasse equilibrio nella sua vita, mescolando il rigore della sua occupazione scientifica al suo lato creativo. Inizialmente, Cooper si concentrò maggiormente sulle sceneggiature. Anche se una ventina delle sue sceneggiature videro la possibilità di venir sviluppate, soltanto una venne realmente prodotta.

#### La trilogia dellaBiblioteca dei morti
Nel 2009 ha pubblicato il suo primo libro, The Library of the Dead, edito in Italia come La biblioteca dei morti dalla Editrice Nord, un romanzo basato sulla scoperta di una vasta, misteriosa libreria sotterranea di testi medievali. Ha presentato il manoscritto a ben 66 agenti letterari e 65 rifiutarono prima che un solo agente letterario decidesse di rappresentarlo. Il romanzo è stato successivamente pubblicato e tradotto in altri 31 paesi. La Biblioteca dei Morti, così come numerosi successivi romanzi di Cooper, è diventato bestseller internazionale. Il critico letterario italiano Antonio D'Orrico ha elogiato The Library of the Dead su il Corriere della Sera, scrivendo: "Glenn Cooper ha scritto uno dei romanzi meglio congegnati che abbia letto in 14 anni”.
Dopo aver scritto La biblioteca dei morti (The Library of the Dead), Cooper scrisse altri due libri sviluppando la trilogia omonima: Il libro delle anime (The Book of Souls) e I custodi della biblioteca (The Keepers of the Library). Ognuno di questi libri vede protagonista Will Piper, agente speciale dell'FBI. Nel 2012 viene pubblicato, esclusivamente in formato ebook, Il tempo della verità, un racconto breve che si inserisce tra il secondo e il terzo capitolo della trilogia.

#### La trilogia dei "Dannati"
Nel settembre 2014 è stato pubblicato Dannati, dove i protagonisti Emily e John, nel corso di un esperimento scientifico finalizzato a trovare delle particelle note come gravitoni si troveranno, separati tra loro, in un mondo alternativo denominato "Oltre", abitato dai dannati, individui (celebri e non) finiti all'Inferno per la condotta tenuta in vita, ed organizzati in vari regni. I protagonisti, aiutati da personaggi del calibro di Garibaldi e Caravaggio, riusciranno a riunirsi e a tornare nella loro realtà.
Il 18 giugno 2015 esce il seguito di "Dannati", intitolato "La porta delle tenebre"; la trilogia, infine, si chiude il 16 novembre 2015 con l'uscita del romanzo "L'invasione delle tenebre".

#### La serie di Cal Donovan
Nel 2011, con il romanzo "Il marchio del diavolo", la protagonista, Suor Elisabetta Celestino, indagherà sui misteri legati alla apocalittica profezia di Malachia ed al ruolo dei malvagi "Lemuri". Questa opera introduce la serie inaugurata dal novembre 2016  con il romanzo "Il segno della croce", che narra le vicende di Cal Donovan, professore di storia delle religioni dell'Università di Harvard, coinvolto dal Vaticano per indagare sui misteriosi segni apparsi ai polsi di un giovane prete abruzzese. A questo romanzo seguiranno numerosi romanzi aventi il docente di Harvard come protagonista ed i suoi rapporti con lo Stato della Città del Vaticano e con Suor Elisabetta Celestino: nel 2017 viene pubblicato "Il debito", dove Cal Donovan assiste il pontefice sulla spinosa vicenda inerente un debito mai estinto contratto dalla Chiesa; nel 2018 è la volta del romanzo "I figli di Dio", dove Cal Donovan approfondisce la misteriosa vicenda di tre bambine rimaste "miracolosamente" incinte. Nel 2019 viene pubblicato "Il sigillo del cielo", dove Cal scoprirà i segreti nascosti dietro ad una misteriosa pietra di ossidiana levigata, inviatagli dal padre dall'Iraq, avente poteri divinatori.

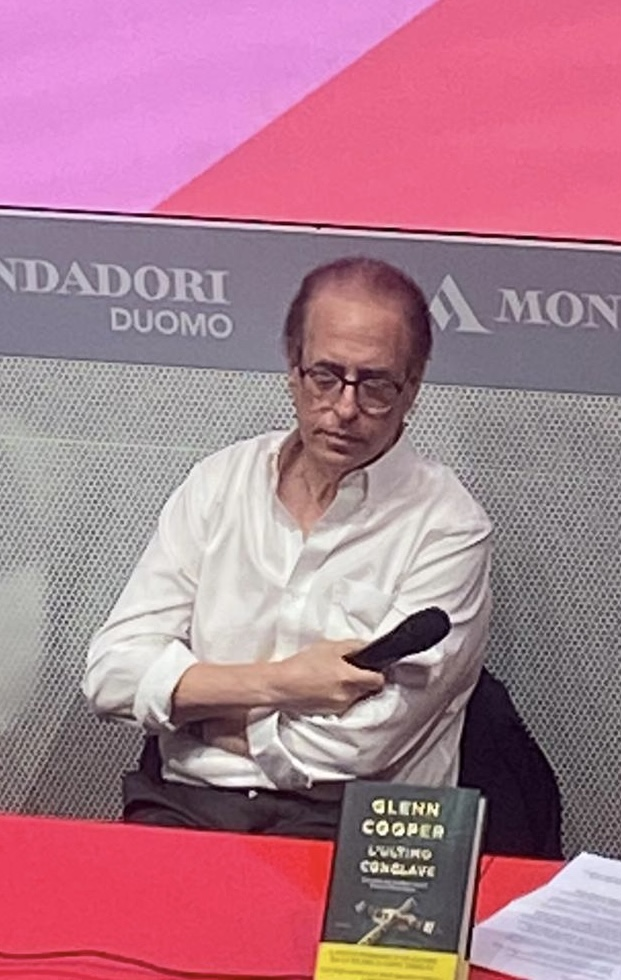
Glenn Cooper in occasione della presentazione del libro "L'ultimo conclave" a Milano, nel 2024.

Cal Donovan tornerà come protagonista delle vicende dei romanzi di Glenn Cooper nel 2022 con il romanzo "La quarta profezia", dove la scoperta dell'esistenza di un fantomatico "quarto segreto di Fatima" mette a repentaglio la Chiesa; la vicenda prosegue nel 2023 con il romanzo "La verità di Maria", dove Cal Donovan scopre dell'esistenza di un vangelo apocrifo che rivaluta in maniera sconvolgente il ruolo della donna all'interno della Chiesa cattolica, proprio mentre Suor Elisabetta Celestino viene nominata Segretario di Stato, la seconda carica più potente dopo quella del pontefice. Infine, nel 2024, con il romanzo "L'ultimo conclave", Cooper racconta la vicenda della setta dei catari, massacrati da una crociata indetta da Innocenzo III, e della loro vendetta nel momento più fragile della Chiesa, impegnata a trovare un nuovo pontefice tra i cardinali riuniti in conclave.

#### Altri romanzi
Glenn Cooper ha pubblicato altresì numerosi romanzi svincolati dalle serie intrecciate dai medesimi protagonisti, confermandosi uno scrittore estremamente prolifico e variegato.
Nel 2011, con il libro "La mappa del destino", racconta delle vicende riguardanti una caverna decorata da pitture rupestri preistoriche, ma che celano un segreto ben più profondo; nel 2012, con il romanzo "L'ultimo giorno", viene affrontato il tema delle esperienze pre-morte mediante la caccia ad un assassino che pratica dei misteriosi fori nel cranio delle proprie vittime dopo averle strangolate. Nel 2013 viene pubblicato "Il calice della vita", ove si narrano le vicende inerenti la millenaria ricerca del Sacro Graal. Il 9 luglio 2020 viene pubblicato "Clean: Tabula Rasa", dove un misterioso virus comporta la cancellazione di tutti i ricordi, ad esclusione della memoria procedurale. Nel 2021 viene pubblicato "Il tempo del diavolo", dedicato al mistero della scomparsa di una intera famiglia composta da padre, madre e due bambine, ove si mescolano medicina e fantascienza. Infine, nel 2022, è la volta di "Un nuovo papa", che racconta di Anthony Budd, cardinale eletto quale successore di Pietro col nome di Innocenzo VIII, e del suo intimo segreto in grado di sconvolgere tutto ciò in cui la Chiesa crede.

## Stile letterario e critica
I romanzi di Cooper sono spesso radicati in eventi storici del passato. Inoltre, egli sceglie spesso di scrivere riguardo a luoghi e persone realmente esistiti. Cooper ha affermato di “leggere 250-300 libri o parte di essi” per ogni romanzo che scrive. In più, ognuno dei suoi libri fa luce su grandi tematiche filosofiche. I suoi libri esplorano generalmente tematiche relative al destino e alla predestinazione, alla natura del male, alla concezione della vita nell'aldilà e all'interfaccia tra scienza e fede.
Lo stile di Cooper viene spesso elogiato e messo a confronto con quello di Dan Brown. Luca Crovi è citato su Il Giornale per aver detto: “Glenn Cooper conferma ancora una volta di aver battuto Dan Brown” dopo l'uscita, nel 2013, del romanzo "Il calice della vita". Nonostante i libri di Cooper condividano molti elementi rinvenibili nei romanzi di Dan Brown, è spesso affermato che “Cooper abbia un dialogo migliore, un migliore sviluppo dei personaggi ed una trama molto più ricercata”.
Nel 2024 La Lettura, inserto domenicale del Corriere della Sera, così recensisce "L'ultimo conclave": "Glenn Cooper dimostra una notevole capacità di condurre vicende su più piani, intrecciando epoche storiche diverse - su cui ben si documenta - e affrontando contestualmente temi di grande attualità, tenendo sempre alto il ritmo e la tensione narrativa. Si arriva al fondo del romanzo, ancora una volta, in volata, senza pause".

## Vita privata
Negli ultimi anni Cooper è divenuto famoso per essere uno degli scrittori più amichevoli con i suoi fan. Nonostante viva negli Stati Uniti e scriva sette giorni su sette per più di dieci mesi all'anno, è noto che risponda personalmente ai suoi messaggi di Facebook e Twitter, delle volte addirittura dopo pochi minuti. È inoltre famoso per raggiungere i suoi fan che si trovano nell'area di Boston pur di incontrarli in qualche modo.
Cooper viene in Italia solo per cinque/dieci giorni all'anno, per promuovere i suoi libri e per varie interviste. Tuttavia, ogni volta si ostina a spendere dalle dodici alle quattordici ore al giorno ad incontrare il maggior numero di fan possibile.
Glenn Cooper vive a Gilford, nel New Hampshire, in una casa che, come ha avuto modo di raccontare più volte alle presentazioni dei propri libri, si dice che sia infestata da un fantasma; uno dei suoi beni più preziosi, come ama sempre ricordare, è una macchina per preparare il cappuccino. Il 20 novembre 2012 ha ricevuto la cittadinanza onoraria della città italiana di Solofra (AV).

## Opere

### Trilogia"La biblioteca dei morti"
- La biblioteca dei morti (The Library of the Dead, pubblicato originariamente col titolo Secret of the Seventh Son, 2009) (Nord, 2009, ISBN 978-88-429-1606-2 - Tea, 2010, ISBN 978-88-502-2245-2)
- Il libro delle anime (The Book of Souls, 2010) (Nord, 2010, ISBN 978-88-429-1660-4 - Tea, 2011, ISBN 978-88-502-2579-8)
- Il tempo della verità (The Library Card, 2012) (Nord, 2012, ISBN 978-88-429-2275-9): racconto prequel de "I custodi della biblioteca", pubblicato esclusivamente in formato ebook.
- I custodi della biblioteca (The Librarians, 2012) (Nord, 2012, ISBN 978-88-429-2000-7)

### Trilogia"Dannati"
- Dannati (Down - Pinhole, 2014) (Nord, 2014, ISBN 978-88-429-2465-4)
- La porta delle tenebre (Down - Portal, 2015), (Nord, 2015, ISBN 978-88-429-2466-1)
- L'invasione delle tenebre (Down - Floodgate, 2015), (Nord, 2015, ISBN 978-88-429-2467-8)

### Serie di Cal Donovan
- Il segno della croce (The Quantum Priest, 2016) (Nord, 2016, ISBN 978-88-429-2894-2)
- Il debito (The Debt, 2017) (Nord, 2017, ISBN 978-88-429-2912-3)
- I figli di Dio (The Three Virgins, 2018) (Nord, 2018, ISBN 88-429-2913-1)
- Il sigillo del cielo (The Showstone, 2019) (Nord, 2019, ISBN 978-88-429-2914-7)
- La quarta profezia (The Fourth Prophecy, 2022) (Nord, 2022, ISBN 978-88-429-3515-5)
- La verità di Maria (The Lost Pope, 2023) (Nord, 2023, ISBN 978-88-429-3458-5)
- L'ultimo conclave (The Vacant Throne, 2024) (Nord, 2024, ISBN 978-8842935988)

### Altri romanzi
- La mappa del destino (The Tenth Chamber, 2011) (Nord, 2011, ISBN 978-88-429-1671-0 - Tea, 2012, ISBN 978-88-502-2737-2)
- Il marchio del diavolo (The Devil Will Come, 2011) (Nord, 2011, ISBN  978-88-429-1672-7 - Tea, 2012, ISBN 978-88-502-2967-3)[6]
- L'ultimo giorno (Near Death, 2012) (Nord, 2012, ISBN 978-88-429-2002-1 - Tea, 2013, ISBN 978-88-502-3213-0)
- Il calice della vita (The Resurrection Maker, 2013) (Nord, 2013, ISBN 978-88-429-2001-4)
- Clean: Tabula Rasa (The Cure, 2020) (Nord, 2020, ISBN 978-88-429-2915-4)
- Il tempo del diavolo (The Taken Girls, 2021) (Nord, 2021, ISBN 978-88-429-3346-5)
- Un nuovo Papa (The Water Pope, 2022) (Nord, 2022, ISBN 978-88-429-3428-8)
- Le chiavi del cosmo (The Cosmos Keys: An Archaeological Thriller of Lost Civilizations, 2025) (Nord, 2025, ISBN 978-88-429-3698-7)

### Raccolte
- La Trilogia della biblioteca dei morti (Tea, 2016, ISBN 978-88-502-4550-5)
- La Trilogia di Dannati (Tea, 2018, ISBN 978-88-502-6098-0)